# Карл (князь Нассау-Узингена)
Карл Нассау-Узингенский (нем. Karl von Nassau-Usingen; 31 декабря 1712, Узинген — 21 июня 1775, Бибрих) — князь Нассау-Узингена в 1718—1775 годах.

## Биография
Карл — сын князя Вильгельма Генриха Нассау-Узингенского и графини Шарлотты Амалии Нассау-Дилленбургской.
После смерти отца в 1718 году регентом при малолетнем Карле была назначена мать Шарлотта Амалия. В 1729—1731 годах Карл Нассау-Узингенский обучался в Гисенском университете, затем отправился в Париж и вернулся в Узинген через Лотарингию. В 1733 году Карл был объявлен императором совершеннолетним и с этого времени до своей смерти правил в княжестве Нассау-Узинген.
После угасания династических ветвей Нассау-Узингену отошли в 1723 году Саарбрюккен, в 1728 году — Отвейлер и Идштейн. В 1735 году братья Карл и Вильгельм Генрих поделили власть в княжестве, и младший Вильгельм Генрих стал князем Нассау-Саарбрюккенским. Его княжество Нассау-Саарбрюккен, в котором проживало 22 тыс. человек на 12 квадратных милях стало самым маленьким в Священной Римской империи. Раздел земель в Нассау ослабил оба новых государства.
Резиденция дома Нассау-Узингена с 1659 года находилась в Узингене. В 1744 году князь Карл перенёс свою резиденцию в Бибрихский дворец в Висбадене, который раньше использовался как летняя княжеская резиденция. В висбаденском лесу по указу князя была устроена фазанья ферма, началось строительство охотничьего замка.
Управлять княжеством Карлу помогали «современные» законы, принятые при его матери. Князь Карл также заботился о своих подданных и всячески способствовал развитию Висбадена, где появилась книжная типография, фаянсовая фабрика, проводились лотереи. Особого упоминания заслуживает введённый князем Карлом запрет потребления кофе. По мнению князя, кофе наносил вред здоровью, а его импорт приводил к выводу крупных средств из княжества за границу.
11 августа 1736 года князь Карл был награждён польским орденом Белого орла. В декабре 1768 года князь Карл удостоился ордена Слона. Карл Нассау-Узингенский был похоронен в Узингене. Ему наследовал старший сын Карл Вильгельм.

## Потомки
26 декабря 1734 года Карл Нассау-Узингенский женился на герцогине Кристиане Вильгельмине Саксен-Эйзенахской (1711—1740), дочери Иоганна Вильгельма Саксен-Эйзенахского и Магдалены Сибиллы Саксен-Вейсенфельсской. В браке родилось четверо детей:
- Карл Вильгельм (1735—1803), князь Нассау-Узингена
- Кристина (1736—1741)
- Фридрих Август (1738—1816), князь Нассау-Узингена и впоследствии герцог Нассау, женат на Луизе Вальдекской (1751—1816), дочери князя Карла Августа Вальдек-Пирмонтского, 7 детей
- Иоганнес Адольф (1740—1793), принц Нассау-Узингенский, прусский генерал, был женат на Каролине Вильгельмине Фрейин фон Райшах цум Райхенштейн (1740-1804), брак бездетный.

Вторым, морганатическим браком Карл Нассау-Узингенский сочетался с Магдаленой Гросс. В этом браке родилось ещё четверо детей:
- Филиппа Катарина фон Бибург (1744—1798), замужем за Карлом Фридрихом фон Крузе (1738—1806)
- Карл Филипп фон Вайльнау (1746—1789)
- София Кристина (1750—1750)
- Вильгельм Генрих (1755—1755)